# Lambertswiese bei Bellings
Lambertswiese bei Bellings este o arie protejată (arie specială de conservare — SAC, sit de importanță comunitară — SCI) din Germania întinsă pe o suprafață de 5,51 ha, integral pe uscat.

## Localizare
Centrul sitului Lambertswiese bei Bellings este situat la coordonatele 50°18′31″N 9°31′05″E / 50.3086°N 9.5181°E.

## Înființare
Situl Lambertswiese bei Bellings a fost declarat sit de importanță comunitară în noiembrie 2004 pentru a proteja un număr necunoscut de specii din flora spontană și fauna sălbatică aflate în arealul zonei. Situl a fost protejat și ca arie specială de conservare în martie 2008.

## Biodiversitate
Situată în ecoregiunea continentală, aria protejată conține 2 habitate naturale: Izvoare petrifiante cu formare de travertin (Cratoneurion), Mlaștini alcaline.
La baza desemnării sitului se află un număr nedeclarat de specii protejate.